# Solenopsis subterranea
Solenopsis subterranea é uma espécie de formiga do gênero Solenopsis, pertencente à subfamília Myrmicinae.